# Kane en Abel
Kane en Abel (Kane and Abel) is een roman van de Engelse auteur Jeffrey Archer uit 1979. De roman gaat over de zoon van een Amerikaanse miljonair (William Lowell Kane) en de zoon van een arme Poolse immigrant (Abel Rosnovski), beiden op dezelfde dag geboren, die door het lot bij elkaar worden gebracht.
Het boek, dat in 1979 in het Verenigd Koninkrijk en in februari 1980 in de Verenigde Staten uitkwam, was een internationaal succes. In de eerste week werden er ruim een miljoen exemplaren van verkocht. Het stond op nummer 1 op de bestsellerlijst van The New York Times.
Een vervolg op het boek, The Prodigal Daughter uit 1982, heeft Abels dochter Florentyna als hoofdpersonage.